# Parahelpis smithae
Espèce
Parahelpis smithae est une espèce d'araignées aranéomorphes de la famille des Salticidae.

## Distribution
Cette espèce est endémique de Nouvelle-Galles du Sud en Australie. Elle se rencontre dans le parc national de Warrumbungles.

## Description
La carapace du mâle holotype mesure 2,75 mm de long sur 2,15 mm et l'abdomen 3,05 mm de long sur 1,65 mm.

## Étymologie
Cette espèce est nommée en l'honneur d'Helen Motum Smith.

## Publication originale
- Gardzińska & Żabka, 2010 : A new genus and five new species of Astieae (Araneae: Salticidae) from Australia, with remarks on distribution. Zootaxa, no 2526, p. 37-53 (texte intégral).